# Assycuera macrotela
Assycuera macrotela là một loài bọ cánh cứng trong họ Cerambycidae.